# Frank A. Golder
Frank A. Golder (ur. 1877, zm. 1929) – amerykański historyk, badacz dziejów Rosji. 

## Życiorys
Urodził się w żydowskiej rodzinie w z Odessie. w wyniku pogromu w 1881 rodzina wyemigrowała do USA. Absolwent Bucknell University w Lewisburgu, w Pensylwanii. Doktorat o rosyjskiej ekspansji na Pacyfiku w latach 1641–1850 obronił w 1909 na Harvard University. W okresie I wojny światowej przebywał w Rosji. Od 1920 był profesorem Stanford University. 

## Wybrane publikacje
- Tales from Kodiak Island. Boston: Houghton, Mifflin and Co., 1903.
- Russian Expansion on the Pacific, 1641–1850. Cleveland, OH: Arthur H. Clark Co., 1914.
- "Catherine II and the American Revolution," American Historical Review, vol. 21, no. 1 (1915), s. 92–96.
- Guide to Materials for American History in Russian Archives. New York: Carnegie Institution, 1917.
- Bering's Voyages: An Account of the Efforts of the Russians to Determine the Relation of Asia and America. In two volumes, with Leonhard Stejneger. New York: American Geographical Society, 1922–1925.
- Documents of Russian history, 1914–1917. (Editor.) Gloucester, MA: Smith, 1927.
- The March of the Mormon battalion from Council Bluffs to California: Taken from the Journal of Henry Standage. New York: The Century Co., 1928.